# Knappschaft Kliniken Lünen
Die Knappschaft Kliniken Lünen wurden 1907 als „Wilhelm-Augusta-Viktoria-Hospital“ eröffnet, damals noch an anderem Standort im Lüner Ortsteil Brambauer. Seit 2010 gehören die Knappschaft Kliniken Lünen zum Verbund der Knappschaft Kliniken Westfalen zusammen mit den Knappschaft Kliniken Dortmund, den Knappschaft Kliniken Lütgendortmund und den Knappschaft Kliniken Kamen. Die Deutsche Rentenversicherung Knappschaft-Bahn-See ist neben der Stadt Lünen einer der Träger des Krankenhauses. Das Haus versorgt jährlich fast 7.000 stationäre und mehr als 12.000 ambulante Patienten.

## Geschichte

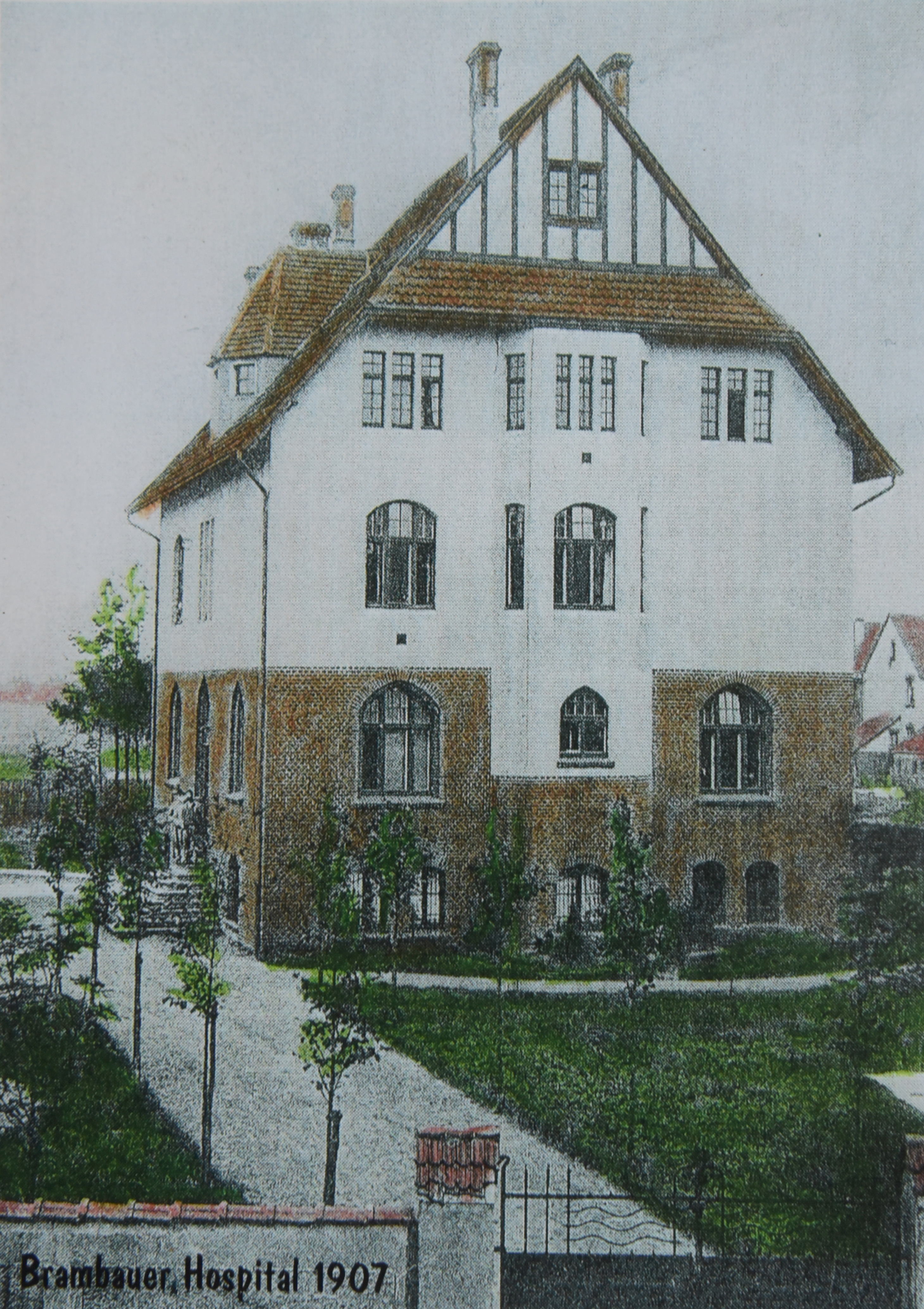
Das Krankenhaus in Brambauer 1907

Am 26. September 1907 wurde das nach Kaiser und Kaiserin benannte Krankenhaus in der Krankenhausstraße (später Hospitalstraße, heute Gustav-Sybrecht-Straße) in der damals selbständigen Gemeinde Brambauer unter dem Namen Wilhelm-Augusta-Viktoria-Hospital eingeweiht und am 15. Oktober desselben Jahres eröffnet. Das Haus mit Platz für 30 Betten und einem Operationsraum hatte nach der Rechnungslegung von 1907 am Ende 98.730,01 Mark gekostet. In der Bauart, so hielt ein Besichtigungsbericht einer Besuchergruppe um den damaligen Kreisarzt Hagemann im Eröffnungsjahr fest, unterschied sich das Haus „nicht von einem geräumigen Privathause“.
Schon 1930/31 war eine Erweiterung des Gebäudes Thema, scheiterte aber an der Finanzknappheit der Stadt Lünen, zu der Brambauer seit 1928 gehört. Ein aseptischer Operationsraum und ein Röntgenraum wurden jedoch durch Umbau von Krankenzimmern geschaffen. Den Zweiten Weltkrieg überstand das Krankenhaus unbeschadet. Zeitgemäßen Anforderungen an Ausstattung und Größe aber genügte es nach Kriegsende nicht mehr. Deshalb sollte dafür das im Krieg beschädigte frühere Verwaltungsgebäude auf- und umgebaut werden. Am 21. April 1951 wurde das Krankenhaus im neuen Gebäude an der Brechtener Straße in Betrieb genommen. 750.000 DM waren dafür aufgewendet worden. Der angebaute Südflügel an der Ferigestraße bestand zunächst nur aus Keller- und Erdgeschoss und wurde erst in den Folgejahren aufgestockt. Nun bot das Krankenhaus neben der chirurgischen auch eine geburtshilfliche Abteilung. Ein noch vor der Inbetriebnahme verfasster Bericht hielt fest: „Das Brambauer Krankenhaus wird nach seiner Belegung nicht nur das modernste Lünens, sondern darüber hinaus aus der näheren und weiteren Umgebung sein.“
Das neue Haus bot zunächst Platz für 76 Betten und war schon nach wenigen Tagen erstmals voll belegt. Erweiterungen blieben deshalb in den folgenden Jahrzehnten ein Dauerthema. 1953 standen 152 Betten zur Verfügung, doch auch danach wurde weiter aus- und angebaut. Unter anderem wurden ein Medizinisches Zentrum errichtet, Eingangsbereich und Fassade neu gestaltet. 2017 begann der Bau des neuen Osttraktes.
Ab 1974 wurde das Krankenhaus nicht mehr als Stadtamt geführt, sondern als „Krankenhaus Lünen-Brambauer GmbH“ mit der Stadt Lünen als alleiniger Gesellschafterin. Seit April 2005 trug das Krankenhaus den neuen Namen „Klinik am Park Lünen“ bei Beibehaltung der Gesellschaftsform. 2010 wurde das Krankenhaus in der Trägerschaft der Deutschen Rentenversicherung Knappschaft-Bahn-See und der Stadt Lünen. Seit Januar 2025 trägt es den Namen „Knappschaft Kliniken Lünen“. Gesellschafter sind die Knappschaft-Bahn-See und der Stadt Lünen.
Parallel zu baulichen Veränderungen, neuen Namen und Gesellschaftsstrukturen wurde das medizinische Angebot kontinuierlich ausgebaut.

## Medizinische Versorgung

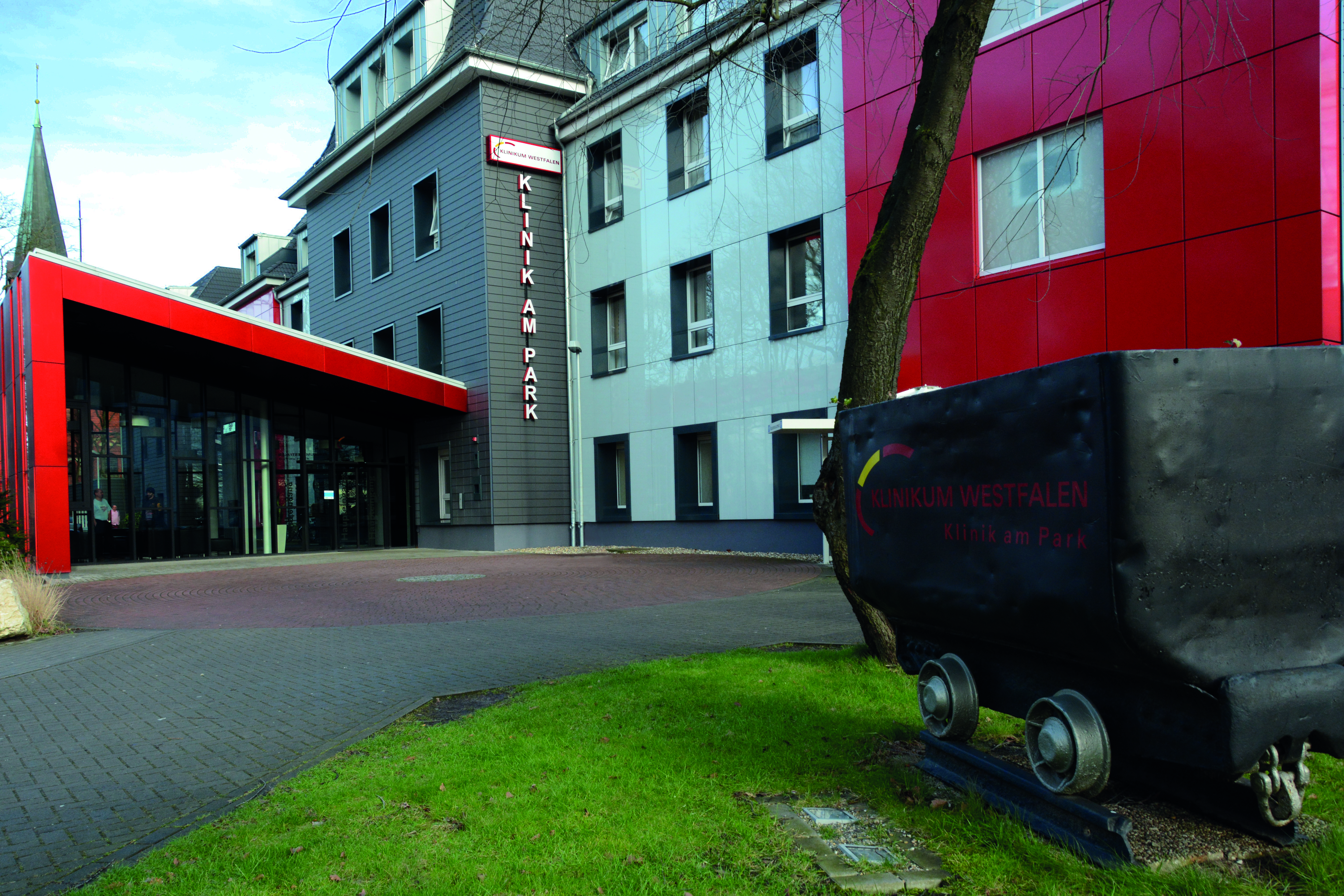
Haupteingang der Klinik am Park Lünen

Die Knappschaft Kliniken sichern die medizinische Grundversorgung am Standort und bietet darüber hinaus Spezialisierungen und Zentren mit anerkannten Zertifizierungen. Ein Schwerpunkt ist die Diagnostik und Behandlung aller Lungenerkrankungen am hier angesiedelten Lungenfachzentrum Westfalen. Zu dessen Funktionsbereichen zählt das zertifizierte Weaning-Zentrum. Es ermöglicht Betroffenen, nach krankheitsbedingter Beatmung wieder zu lernen, unabhängig davon zu leben. Die Klinik für Thoraxchirurgie bietet zudem eine operative Therapie bei Lungenerkrankungen.
Neben dem internistischen wurde das chirurgische Leistungsangebot ausgebaut. Drei chirurgische Fachkliniken bieten Versorgung von der Allgemein- und Viszeralchirurgie über die Unfall- und orthopädische Chirurgie bis hin zur Thoraxchirurgie mit intensivmedizinischen Betreuungsmöglichkeiten. 
Die Klinik ist Diabetes- und Wund-Kompetenzzentrum. Der Schwerpunkt der Hals-, Nasen- und Ohrenklinik liegt in der Mittelohrchirurgie. Außerdem werden orthopädische Erkrankungen diagnostiziert und behandelt.
Die Zentrale Notaufnahme am Standort ist Anlaufpunkt in vielen medizinischen Notfällen und zudem Standort einer Rettungswache. Im angrenzenden Medizinischen Zentrum sind weitere Versorgungsangebote angesiedelt.

## Fachabteilungen

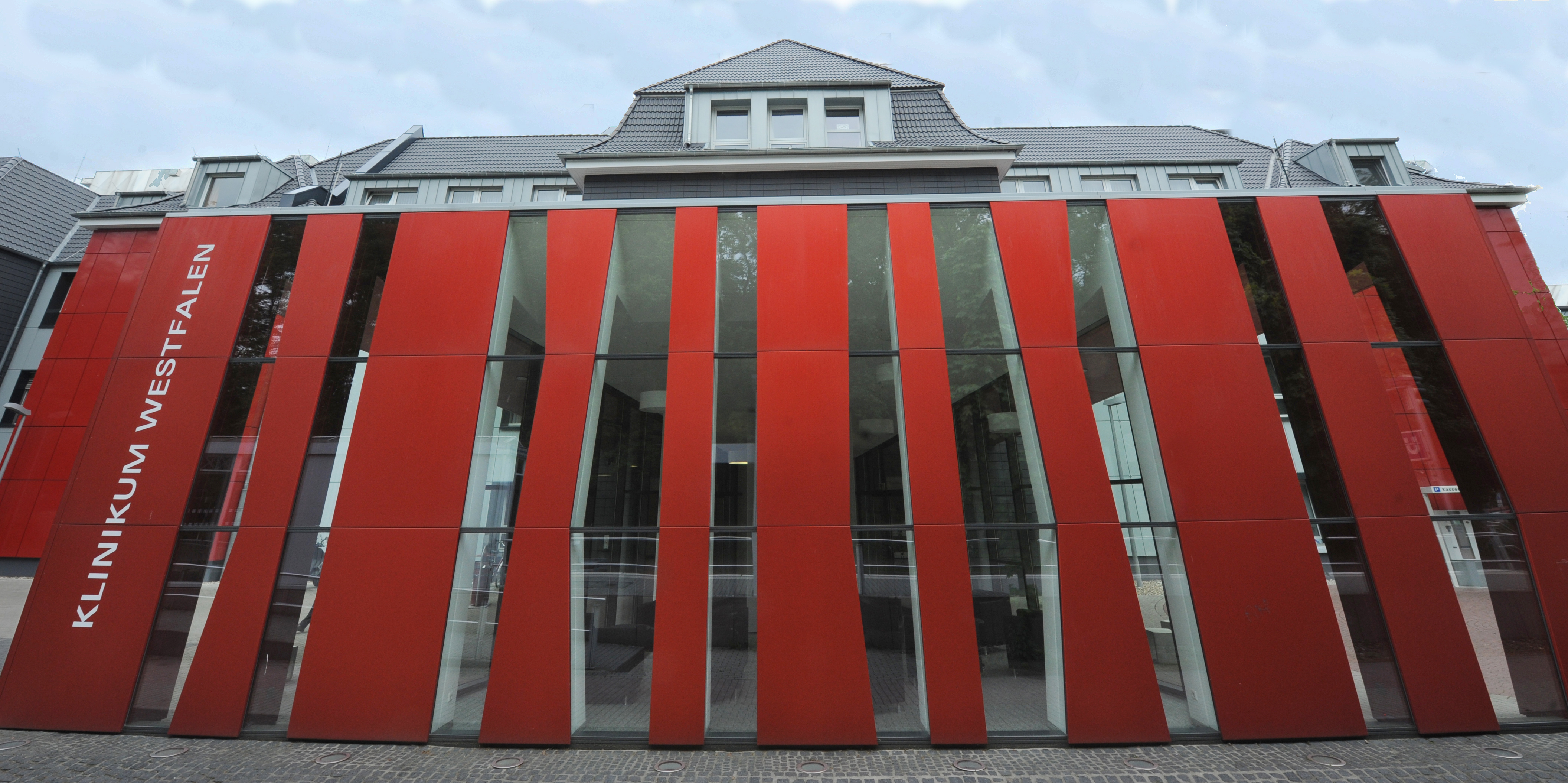
Straßenansicht

Das Krankenhaus verfügt über die folgenden Kliniken, medizinische Abteilungen und Zentren:
- Anästhesiologie, Schmerztherapie und Intensivmedizin
- Chirurgische Klinik
- Hals-Nasen-Ohren-Heilkunde
- Medizinische Klinik I – Pneumologie, Gastroenterologie, Kardiologie und Intensivmedizin
- Medizinische Klinik II – Diabetologie und Angiologie
- Orthopädie
- Radiologie
- Thoraxchirurgie
- Zentrale Notaufnahme
- Endoskopische Abteilung
- Intensivstation
- OP
- Kardiologische Knappschaftsambulanz
- Lungenfachzentrum Westfalen
- Wund-Kompetenzzentrum
- Diabeteszentrum

## Auszeichnungen
Die Klinik wurde von der Kooperation für Transparenz und Qualität im Gesundheitswesen zertifiziert und mit dem KTQ-Siegel ausgezeichnet.